# استثناءات حرية التعبير في الولايات المتحدة

وثيقة الحقوق في الأرشيف الوطني

استثناءات حرية التعبير في الولايات المتحدة تشير استثناءات حرية التعبير في الولايات المتحدة إلى فئات الكلام التي لا يحميها التعديل الأول. وفقًا للمحكمة العليا للولايات المتحدة، يحمي دستور الولايات المتحدة حرية التعبير بينما يسمح بفرض قيود على فئات معينة من الكلام.
فئات الكلام التي يمنحها التعديل الأول حماية أقل أو لا حماية على الإطلاق (وبالتالي يمكن تقييدها) تشمل الفحش، الاحتيال، واستغلال الأطفال في المواد الإباحية، والكلام جزء لا يتجزأ من السلوك غير القانوني، والكلام الذي يحرض على فعل غير قانوني وشيك، والكلام الذي ينتهك قانون الملكية الفكرية، والتهديدات الحقيقية، والكلام التجاري مثل الإعلانات. لا يُشكّل خطاب الكراهية استثناءً عامًا لحماية التعديل الأول. ووفقًا لقضية ويسكونسن ضد ميتشل، فإنّ تشديد عقوبة جرائم الكراهية لا يُخالف حماية التعديل الأول لأنها لا تُجرّم التعبير نفسه، بل تستخدمه كدليل على الدافع، وهو أمرٌ مسموح به دستوريًا.
إلى جانب قيود التواصل، يتم توفير حماية أقل للخطابات الغير المحظورة عندما تعمل الحكومة كمساعد أو متحدث، أو صاحب عمل، أو تتحكم في التعليم، أو تنظم البريد، والحظر القانوني، والجيش، والسجون، والهجرة.

## تحريض
وقد رأت المحكمة العليا أن "الدعوة إلى استخدام القوة" غير محمية عندما "تكون موجهة إلى التحريض على عمل غير قانوني وشيك أو إنتاجه" و "من المرجح أن تحرض أو تؤدي إلى مثل هذا العمل".
في أوائل القرن العشرين، تم تحديد التحريض من خلال معيار «الخطر الواضح والقائم» المنصوص عليه في قضية Schenck v.الولايات المتحدة (1919)، حيث لاحظ القاضي أوليفر ويندل هولمز جونيور: «السؤال المطروح في كل حالة هو ما إذا كانت الكلمات المستخدمة تستخدم في مثل هذه الظروف وذات طبيعة تخلق خطرًا واضحًا وقائمًا حول الشرور الجوهرية التي يحق للكونغرس منعها». في قضية براندنبورغ ضد أوهايو (1969)، تم تضييق هذا الأمر إلى معيار «الإجراءات الوشيكة الخارجة عن القانون»، حيث ألغت المحكمة العليا بالإجماع إدانة مجموعة كو كلوكس كلان «لمناصرة...العنف... كوسيلة لإنجاز الإصلاح السياسي» لأن تصريحاتهم في تجمع لم تعبر عن نية فورية أو وشيكة للقيام بالعنف. وقد أبطل هذا القرار قضية شنك ضد الولايات المتحدة (1919)، التي اعتبرت أن«والخطر الحالي» يمكن أن يبرر قانونًا يحد من الكلام. والتمييز الأساسي هو أن الاختبار الأخير لا يجرم«مجرد الدعوة».

### التحريض على الانتحار
في عام 2017، قضت محكمة الأحداث في ماساتشوستس بأن تشجيع شخص ما مرارًا وتكرارًا على الانتحار الكامل لم يكن محميًا بموجب التعديل الأول، ووجدت امرأة أخرى تبلغ من العمر 20 عامًا، كانت تبلغ من العمر 17 عامًا في ذلك الوقت، مذنبة بالقتل الخطأ. قاضية استشهد قليلا معروفة 1816 سابقة. ومن المتوقع أن تقدم المرأة استئنافاً. في 6 فبراير/شباط 2019، قضت المحكمة القضائية العليا في ماساتشوستس بأن المتهمة تصرفت بنية جنائية، لذا أُمرت إدانتها بالقتل غير العمد بالوقوف. ورفضت المحكمة العليا الاستماع إلى القضية في يناير 2020، وتركت حكم محكمة ماساتشوستس العليا ساري المفعول.

## بيانات الحقيقة الكاذبة
في قضية Gertz v. Robert Welch، Inc. (1974) ، قررت المحكمة العليا أنه «لا توجد قيمة دستورية لبيانات الحقائق الكاذبة». ومع ذلك، فهذه ليست قاعدة ملموسة حيث كافحت المحكمة لمعرفة مقدار "الخطاب المهم" الذي يمكن تعريضه للخطر من أجل معاقبة الباطل.
أنشأت المحكمة العليا إطارًا معقدًا لتحديد أنواع البيانات الكاذبة غير المحمية فيما يلي أربعة مجالات أوضحت المحكمة بشأنها. أولاً، يمكن أن تخضع البيانات الواقعية الكاذبة التي يُقال عنها «بحالة نفسية مذنبة بما فيه الكفاية» للمسؤولية المدنية أو الجنائية.ثانيًا، يمكن في بعض الأحيان معاقبة الإدلاء ببيان كاذب عن الحقائق. تندرج قوانين القذف والقدح ضمن هذه الفئة. ثالثًا، قد تؤدي البيانات الكاذبة عن طريق الإهمال إلى مسؤولية مدنية في بعض الحالات أخيرًا، يمكن أيضًا أن تندرج بعض بيانات الوقائع الضمنية - تلك التي لها «دلالة واقعية زائفة» - تحت هذا الاستثناء.
هناك أيضًا فئة خامسة من التحليل. من الممكن أن تكون بعض العبارات الخاطئة تمامًا خالية تمامًا من العقاب. قضت المحكمة العليا في القضية التاريخية نيويورك تايمز ضد Sullivan (1964) التي أكاذيب حول الحكومة أنه يمكن حمايتها بالكامل. ومع ذلك، فإن هذه الفئة ليست واضحة تمامًا، حيث لا تزال مسألة حماية الادعاءات التاريخية أو الطبية الكاذبة محل نزاع
بالإضافة إلى ذلك، تخضع البيانات الكاذبة التي يتم الإدلاء بها تحت عقوبة الحنث باليمين لعقوبات قانونية إذا تم الحكم عليها على أنها مادية.

## الإباحية
بموجب اختبار ميلر (الذي أخذ اسمه من ميلر ضد كاليفورنيا (1973))، يكون الكلام غير محمي إذا (1) «وجد الشخص العادي، الذي يطبق معايير المجتمع المعاصرة، أن [الموضوع أو العمل المعني] ككل، يناشد المصلحة السابقة» و (2)«يصور العمل أو يصف بطريقة مسيئة بشكل واضح، السلوك الجنسي أو وظائف الإخراج المحددة على وجه التحديد من قبل قانون الدولة المعمول به» و (3)«العمل، ككل، يفتقر إلى القيمة الأدبية أو الفنية أو السياسية أو العلمية الجادة». قد تسمح بعض المكونات الفرعية لهذه القاعدة بحيازة فاحشة خاصة المواد في المنزل. بالإضافة إلى ذلك، فإن عبارة «مناشدة للمصلحة الأولية» تقتصر على مناشدات «الاهتمام المخزي أو المهووس بالجنس».
كما قررت المحكمة أنه لا يجوز معاقبة أي شخص إلا إذا كان يعرف «محتويات المادة» الفعلية. في قضية سميث ضد كاليفورنيا (1959)، قدمت المحكمة العليا دفاعًا عن «الجهل المعقول» لتهمة الفحش. أساس هذا الاستثناء هو أن القضاة اعتقدوا أن الفحش له «ميل إلى ممارسة تأثير مفسد ومذل مما يؤدي إلى سلوك معاد للمجتمع».

## استغلال الأطفال في المواد الإباحية
يختلف استثناء استغلال الأطفال في المواد الإباحية عن استثناء الفحش من عدة جوانب. أولاً، القاعدة أكثر تحديدًا لما يقع تحت الاستثناء. ثانيًا، لا يهم ما إذا كان أي جزء من الخطاب يفي باختبار ميلر؛ إذا تم تصنيفها ضمن استثناء المواد الإباحية للأطفال على الإطلاق، فإنها تصبح غير محمية تنص القاعدة على أن الكلام غير محمي إذا (1) «يصور بصريًا» الأطفال دون سن الرشد و (2) «أداء أفعال جنسية أو عرض أعضائهم التناسلية بذيئة». على عكس قواعد الفحش البسيط، فإن الحيازة الخاصة للمواد الإباحية المتعلقة بالأطفال «قد تكون محظورة».
في حين أن هذا الاستثناء ملموس للغاية، إلا أنه محدود أيضًا. لا ينطبق على المواد الإباحية التي يعتقد الناس أنها ضارة عند عرضها على الأطفال، أو المواد الإباحية التي تحث المشاهدين على إيذاء الأطفال

## القتال بالكلمات

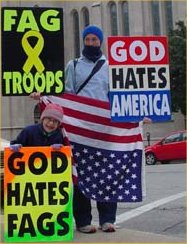
احتجاج كنيسة ويستبورو المعمدانية كان موضوع قضية "خطاب مسيء" أمام المحكمة العليا في قضية سنايدر ضد. فيلبس (2010)

في قضية تشابلنسكي ضد نيو هامبشاير (1942)، قضت المحكمة العليا بأن الكلام غير محمي إذا كان يشكل "كلمات قتالية". إن كلمات القتال، على النحو الذي حددته المحكمة، هي الكلام الذي "يميل إلى التحريض على انتهاك فوري للسلم" من خلال إثارة القتال، طالما أنه "[كلمة] مسيئة شخصيًا والتي عند توجيهها إلى الأشخاص العاديين المواطن، من باب المعرفة العامة، من المحتمل بطبيعته أن يثير رد فعل عنيفًا ". بالإضافة إلى ذلك، يجب أن يكون مثل هذا الكلام" موجهًا إلى شخص المستمع "ومن ثم" من المحتمل أن يُنظر إليه على أنه "إهانة شخصية مباشرة".
«التهديدات الحقيقية بالعنف» الموجهة إلى شخص أو مجموعة من الأشخاص بقصد تعريض الهدف لخطر الأذى الجسدي أو الموت تكون عمومًا غير محمية.ومع ذلك، هناك العديد من الاستثناءات. على سبيل المثال، رأت المحكمة العليا أنه «لا يجوز معاقبة التهديدات إذا فهمها شخص عاقل على أنها مبالغة واضحة»، هو يكتب. بالإضافة إلى ذلك، فإن تهديدات «النبذ الاجتماعي» و «المقاطعات ذات الدوافع السياسية» محمية دستوريًا.

## تهديد رئيس الولايات المتحدة
بموجب الباب 18، القسم 871 من قانون الولايات المتحدة، من غير القانوني توجيه «أي تهديد بقتل رئيس الولايات المتحدة أو اختطافه أو إلحاق الأذى الجسدي به عن قصد وعن قصد، ينطبق هذا أيضًا على أي» رئيس منتخب أو نائب رئيس أو مسؤول آخر تالٍ بترتيب الخلافة في منصب الرئيس أو نائب الرئيس المنتخب يختلف هذا القانون عن الأشكال الأخرى للتهديدات الحقيقية لأن التهديد لا يحتاج إلى القدرة الفعلية على تنفيذ التهديد، مما يعني أنه يمكن أيضًا توجيه الاتهام للسجناء.

## الكلام المملوك من الآخرين
وتستند فئة أخرى من القيود المسموح بها على الكلام إلى حقوق الملكية الفكرية. أشياء مثل حقوق النشر أو العلامات التجارية تندرج تحت هذا الاستثناء. المحكمة العليا عقدت هذا لأول مرة في هاربر،1985)، حيث تم تأييد قانون حق المؤلف ضد طعن حرية التعبير في التعديل الأول. كما أن حقوق البث للعروض ليست تعدياً على حقوق حرية التعبير. وقد أيدت المحكمة هذه القيود كحافز للفنانين في «سوق الكلام».

## خطاب تجاري
الخطاب التجاري يحتل دوراً فريداً كاستثناء من حرية التعبير. وفي حين أنه لا يوجد استثناء كامل، فإن المدافعين القانونيين يعترفون بأن له «حماية منقوصة». على سبيل المثال، يمكن معاقبة الإعلانات الكاذبة وحظر الإعلانات المضللة. قد تكون الإعلانات التجارية مقيدة بطرق لا يمكن أن يكون الخطاب الآخر فيها إذا تم تقدم اهتمام حكومي كبير، وهذا التقييد يدعم هذا الاهتمام بالإضافة إلى عدم كونه واسعًا بشكل مفرط.ويرجع هذا المبدأ الذي يتسم بحماية محدودة للإعلانات إلى الموازنة المتأصلة في شروح السياسة العامة للقاعدة، أي أن أنواعاً أخرى من الكلام (على سبيل المثال، سياسية) أكثر أهمية بكثير

## القيود القائمة على القدرات الخاصة للحكومة

### كصاحب عمل
لا يسمح للحكومة بفصل موظف بناء على خطاب الموظف إذا تم استيفاء ثلاثة معايير: 1) الخطاب يتناول مسألة تهم الجمهور. 2) لا يتم الخطاب وفقا لواجبات الموظف الوظيفي، بل يتم الخطاب بصفته المواطن؛ و 3) الضرر الذي لحق بالحكومة من خلال الخطاب لا يفوق قيمة الخطاب للموظف والجمهور، وعلى وجه التحديد، «يُعامل الخطاب على أنه مسألة تهم الجمهور» بالإشارة إلى «مضمون وشكل سياق بيان معين».يتم الاستثناء فيما يتعلق بموازنة ضرر البيان وقيمة البيان (اختبار بيكرينغ) من خلال النظر في الدرجة التي يتدخل بها الخطاب مع علاقات العمل الوثيقة أو يعطل المكتب أو حتى لديه القدرة على القيام بأي منهما.

### كمنظم من موجات الأثير (المذياع)
ويُسمح بتنظيم الكلام في الإذاعة والتلفزيون إذا كان (1) مصمماً بشكل ضيق و (2) أن يعزز مصلحة الحكومة الكبيرة.وتشمل الاهتمامات التي تم العثور عليها «كبيرة» حماية المستمعين من الأفكار التي يفترض أنها مسيئة وحماية الأطفال من التعبير المسيء.وقد قصرت المحكمة العليا هذه القواعد على البث التقليدي، ورفضت محاولة تطبيق ذلك على الإنترنت.

### كمعلم
وعندما تتصرف الحكومة حتى الصف الثاني عشر، يُسمح لها بتقييد الكلام في حالات معينة.وقضت المحكمة العليا في قضية تينكر ضد دي موين مدرسة دي ديس (1969) بأن التقييد لا يجوز إلا إذا كان الكلام «يتدخل مادياً وجوهرياً مع متطلبات الانضباط المناسب في تشغيل المدرسة».وأضافت قرارات المحكمة في وقت لاحق المزيد من الحالات التي كانت فيها القيود ممكنة، بما في ذلك خطاب الطلاب حول المخدرات، واللغة «المبتذلة والهجومية»، والصحف التي تديرها المدارس .هو أساس أساسيّة لمربّي تمييز أسّس على المفهوم من في لوكو parentsis, المبدأ أنّ المدرسة يعمل كأهل على الطالبات، لذلك يسمح واسعة تقدير في يحدّ طالب خطبة وتعبير.

### كمُمَرِد/متحدث
القدرة الخاصة الأكثر تعقيدا للحكومة هي عندما تعمل، بطريقة أو بأخرى، كمدعم للخطاب المعني. كقاعدة عامة، يمكن للحكومة نفسها أن تقول ما تريد، حتى لو كان هذا «يفضل وجهة نظر واحدة على أخرى». ولكن، قد لا تفرض الحكومة شروطا على كيفية إنفاق متلقي الدعم للأموال التي يحصلون عليها من مصادر أخرى. إذا كانت الحكومة تستخدم المتحدثين للتعبير عن رسالتها الخاصة، فهي دستورية. لكن هذا التحليل يتغير إذا كانت الحكومة تحاول تشجيع «تنوع وجهات النظر الخاصة بشكل عشوائي». إذا كان عشوائيا، ثم في إطار الخدمات القانونية كورب ضد فيلازكيز (2001)، يجب على الحكومة أن تتصرف بطريقة محايدة وجهة نظر. ومع ذلك، إذا كانت الحكومة تستند إلى بعض الحكم على «الجودة» على وجهات النظر، فعندئذ يتم حظر «التمييز في وجهات النظر الغاشمة» فقط.

### كمنظم للشريط
إن المبدأ الأساسي وراء تنظيم الحكومة للنقابة يتمتع بسلطة أكبر لتنظيم خطاب المحامين. يتم استخدام اختبار التوازن عندما تنظر المحكمة في خطاب المحامي. ويزن هذا الاختبار «المصلحة ضد المصلحة المشروعة للدولة في تنظيم النشاط المعني [مع] مصالح المحامي». وبالتالي، في حين أن الإعلان التجاري من قبل المحامين محمي بشكل عام، لا يزال يسمح بقواعد السلوك المهني والمبادئ التوجيهية الأخلاقية.

### كمراقب للجيش
فيما يتعلق بجيش الولايات المتحدة، تتمتع الحكومة الفيدرالية بسلطة واسعة للغاية لتقييد خطاب الضباط العسكريين، حتى لو كان مثل هذا التقييد باطلا مع مدني. أكدت المحكمة العليا هذا المبدأ في قرار 5 إلى 3 الذي تم تحديده عن كثب، باركر ضد ليفي (1974)، عندما اعتبرت المحكمة أن الجيش كان في الأساس «مجتمعا متخصصا من المجتمع المدني»، مما استلزم مبادئ توجيهية أكثر صرامة. القاضي وليام O. دوغلاس، كتابة المعارضة، جادل بأن «نطق اعتقاد المرء مقدس بموجب التعديل الأول.» منذ باركر، كانت هناك حالات قليلة لإصدار قيود أكثر تحديدا على سيطرة الحكومة على التعبير العسكري.

### كأمين سجن
وعندما تتصرف الحكومة كمراقِب للسجون، فإن لديها قدرات واسعة للحد من حرية التعبير للسجناء. وأي قيد «يتصل بشكل معقول بالمصالح الشرعية بينية» هو في الأساس قيد صالح.تمتد هذه السلطة الواسعة أيضًا إلى المحتجزين قبل المحاكمة وحتى المدانين الذين يخضعون للمراقبة أو الإفراج المشروط. الحد الوحيد الذي تعترف به المحكمة هو أن السجن يجب أن يوفر «وسيلة بديلة لممارسة حق الكلام»، قناة بديلة، لا تزال تسمح بالتعبير المشروع عن الكلام.

### كمنظم للهجرة
لا يجوز للحكومة معاقبة المهاجرين جنائيا على أساس الكلام الذي يمكن حمايته إذا قاله مواطن عند الدخول عبر الحدود، قد تمنع الحكومة غير المواطنين من دخول الولايات المتحدة بناءً على خطابهم، حتى لو كان هذا ميًا إذا قاله مواطن. من ناحية أخرى، فإن قواعد الكلام المتعلقة بالترحيل غير واضحة. تنقسم المحاكم الدنيا حول المسألة، في حين أن القضايا الرئيسية حول هذا الموضوع هي من Red Scare.